# Sandhult-Bredareds församling
Sandhult-Bredareds församling är en församling i Redvägs och Ås kontrakt i Skara stift. Församlingen ligger i Borås kommun i Västra Götalands län. Församlingen utgör ett eget pastorat.

## Administrativ historik
Församlingen bildades 1 januari 2018 genom sammanläggning av Sandhults församling och Bredareds församling och utgör därefter ett eget pastorat.

## Kyrkor
- Sandareds kyrka
- Sandhults kyrka
- Hedareds stavkyrka
- Bredareds kyrka